# Hélène Oettingen
Hélène d'Oettingen, nascida Hélène Miontchinska na Ucrânia em 21 de maio de 1885 e falecida em Paris em 14 de agosto de 1950, é uma pintora e literata russa de língua francesa.
Chamada Baronesa d'Oettingen, ela também é conhecida como poetisa sob o pseudônimo de Léonard Pieu, como romancista sob o pseudônimo de Roch Gray e como pintora sob o pseudônimo de François Angiboult.